# Désinfection solaire de l'eau
Pour les articles homonymes, voir Sodis.

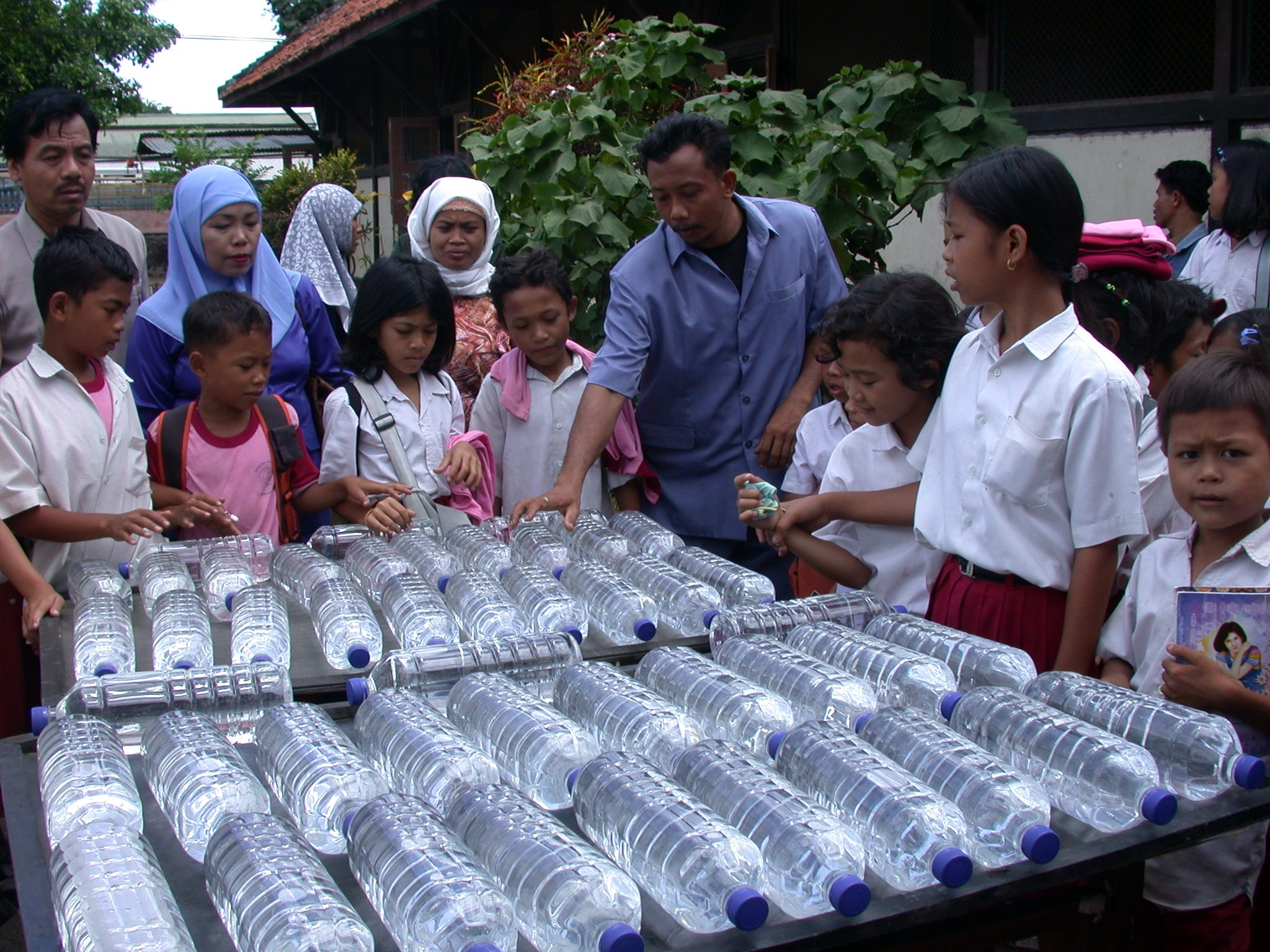
Application de la désinfection solaire de l’eau en Indonésie.

La désinfection solaire de l’eau, aussi connue sous le nom de SODIS (pour Solar Disinfection), est une méthode pour désinfecter l’eau en utilisant seulement les rayons solaires et des bouteilles en polytéréphtalate d'éthylène (PET).
La désinfection solaire de l’eau est une méthode bon marché et efficace pour un traitement d’eau décentralisé, normalement utilisé au niveau des ménages. Elle est reconnue par l’Organisation mondiale de la santé (OMS) comme méthode de traitement de l’eau et de bonne conservation à domicile. La méthode SODIS est appliquée par de nombreux pays en voie de développement.

## Principe
L’exposition au soleil entraîne l'inactivation des organismes pathogènes causant la diarrhée dans de l’eau non polluée. Trois actions des rayonnements solaires contribuent à l'effet germicide :
- les UV-A interfèrent avec le métabolisme et détruisent la structure de la cellule de la bactérie ;
- les UV-A de longueur d’onde 320-400 nm réagissent avec l’oxygène dissous dans l’eau et produisent une forme très réactive d’oxygène – le radical d’oxygène libre – et des peroxydes d’hydrogène ; ceux-ci détruisent les germes pathogènes ;
- les radiations infrarouges chauffent l’eau. Quand la température de l’eau dépasse les 50 °C, le processus de désinfection est trois fois plus rapide qu'à 20 °C.

À une température d’environ 30 °C, une intensité de radiation solaire d’au moins 500 W/m2 (lumière de tout spectre) est nécessaire pendant 5 heures pour que la méthode SODIS soit efficace. Cette dose contient une énergie de 555 Wh/m2 dans les rayons d’UV-A et violet (350 nm à 450 nm), ce qui correspond à environ 6 heures de soleil d’été sous une latitude moyenne (Europe).
Si la température de l’eau monte à plus de 45 °C, l’effet synergique des radiations UV et de la température augmente l’efficacité de la désinfection.

## Directives pour l’application à domicile

Procédure SODIS de désinfection de l'eau.

- L’eau d’une source contaminée est remplie dans une bouteille transparente. Pour une saturation de l'eau en oxygène, la bouteille peut d'abord être remplie aux trois quarts et secouée pendant 20 secondes (avec le bouchon dessus), pour ensuite être remplie complètement. De l’eau avec une grande turbidité (turbidité de plus de 30 NTU) doit être filtrée avant l’exposition au soleil.
- Les bouteilles remplies sont exposées au soleil. Il est possible de démultiplier l’effet du soleil en plaçant les bouteilles sur une surface réfléchissante.
- L’eau traitée peut être consommée. Le risque de contamination peut être minimisé si l’eau est stockée dans les bouteilles mêmes. L’eau doit être consommée directement de la bouteille ou après avoir été versée dans un verre propre. Le stockage dans d’autres récipients augmente le risque de re-contamination.

### Suggestion de traitement
| Condition météorologique | Durée minimale de traitement                                                               |
| ------------------------ | ------------------------------------------------------------------------------------------ |
| Ensoleillé               | 6 heures                                                                                   |
| 50 % de nuages           | 6 heures                                                                                   |
| 50-100 % de nuages       | 2 jours                                                                                    |
| Pluies continuelles      | Traitement non satisfaisant, utiliser une autre méthode de traitement ou de l’eau de pluie |

### Application de SODIS
La désinfection solaire de l’eau est une méthode efficace pour traiter l’eau là où le carburant ou les réchauds ne sont pas disponibles ou trop coûteux. Même si le carburant est disponible, SODIS est une option plus économique et écologique. L’application de SODIS est limitée s’il n’y a pas assez de bouteilles PET et si l’eau est trop turbide.
En théorie, la méthode pourrait être utilisée aussi en cas de catastrophe ou dans des camps de réfugiés. Quoi qu’il en soit l’approvisionnement en bouteilles peut s’avérer plus difficile que celui de désinfectants contenant du chlore, brome ou iode. En plus, dans certaines circonstances, il pourrait être difficile de garantir que l’eau soit exposée au soleil pour la durée nécessaire.
D’autres méthodes de traitement à domicile existent, par exemple la chloration, différentes procédures de filtration ou de floculation/désinfection. La sélection de la méthode la plus adéquate devrait être basée sur les critères de l’efficacité et l’existence d’autres types de pollution (turbidité, pollution chimique), le coût de traitement, la charge de travail et la préférence de l’utilisateur.

## Précautions
Si les bouteilles d’eau ne restent pas la durée nécessaire au soleil, l’eau ne sera pas bonne à boire et pourra causer des maladies. Si le soleil n’est pas assez fort, à cause de nuages ou d'un climat moins ensoleillé, une durée d’exposition plus longue sera nécessaire.
Les points suivants doivent être considérés :
- Matériau des bouteilles : certaines bouteilles en verre ou en PVC peuvent empêcher le passage des rayons solaires ultraviolets[2]. Les bouteilles en verre et en PET disponibles sur les marchés sont recommandées. Le maniement est beaucoup plus facile avec des bouteilles en PET.
- Vieillissement des bouteilles en plastiques : l’efficacité de SODIS dépend de l’état physique des bouteilles en plastique. Des bouteilles avec des égratignures ou usagées doivent être remplacées.
- La forme du récipient : l’intensité de la radiation UV-A diminue rapidement avec la profondeur de l’eau. À une profondeur d’eau de plus de 10 cm et une turbidité modérée de 26 NTU, la radiation UV-A est réduite de 50 %. Les bouteilles PET sont souvent facilement disponibles et sont les plus pratiques pour l’application SODIS.
- Oxygène : les rayons du soleil produisent des formes très réactives d’oxygène (radical libre d’oxygène et de peroxyde hydrogène) dans l’eau. Ces molécules réactives contribuent au processus de destruction des micro-organismes. Sous des conditions normales (rivière, fontaines, robinets, puits) l’eau contient assez d’oxygène (plus de 3 mg d’oxygène par litre) et ne doit pas être aérée avant l’application de SODIS.
- Diffusion de substances des bouteilles PET : des questions ont été posées pour savoir si des récipients en plastique peuvent relâcher des substances chimiques ou toxiques dans l’eau, processus pouvant être accéléré par la température. L’institut de recherche en science des matériaux et en technologie a examiné la diffusion des adipates et phtalates (DEHA et DEHP) dans l’eau des bouteilles PET nouvelles et utilisées lors de l’exposition au soleil. Le niveau de concentration trouvé dans l’eau après un ensoleillement de 17 heures dans de l’eau à 60 °C était bien en dessous des directives de l’OMS pour l’eau potable et dans les mêmes concentrations que l’on trouve dans l’eau de bonne qualité du robinet. D’autres doutes pour l’utilisation de bouteilles PET ont été soulevés après un rapport publié par des chercheurs de l’Université de Heidelberg sur l’antimoine relâché dans les boissons qui sont conservées dans des bouteilles PET pendant des mois dans les magasins. Quoi qu’il en soit, la concentration de l’antimoine trouvé dans les bouteilles est bien en dessous de celle des directives de l’OMS[3] et des directives nationales pour les concentrations d’antimoine dans l’eau potable[4],[5],[6]. De plus, l’eau SODIS n’est pas stockée pendant longtemps dans les bouteilles.

## Impact sur la santé, réduction de diarrhée
Il a été démontré que la méthode SODIS (et d’autres méthodes de traitement d’eau à domicile) peut efficacement enlever la contamination pathogène de l’eau. De toute façon, des maladies peuvent aussi être transmises par d’autres chemins de contamination dus à un manque d’assainissement ou d’hygiène. Des études sur la réduction de la diarrhée parmi des utilisateurs SODIS ont démontré des taux de réduction de 30 à 80 %,,,,,.

## Recherche et développement de SODIS
L’efficacité de la méthode de la désinfection solaire de l'eau a été découverte par le professeur Aftim Acra de l’université américaine de Beyrouth dans les années 1980. La recherche a été reprise par le groupe de chercheurs de Martin Wegelin de l’Institut fédéral suisse pour l’aménagement, l’épuration et la protection des eaux et le Dr Kevin McGuigan du Royal College of Surgeons en Irlande. Des contrôles cliniques ont été initiés par le professeur Ronan Conroy du groupe RCSI en collaboration avec le Dr T. Micheal Elmore-Meegan.
En ce moment[Quand ?] un projet de recherche commun est mis en œuvre par les institutions suivantes :
- Royal College of Surgeons en Irlande (RCSI), Irlande (coordination)
- Université de Ulster (UU), Grande-Bretagne
- CSIR Environmentek, Afrique du Sud, EAWAG, Suisse
- Institute of Water and Sanitation Development (IWSD), Zimbabwe
- Plataforma Solar de Almeria (CIEMAT-PSA), Espagne
- Université de Leicester (UL), Grande-Bretagne
- International Commission for the Relief of Suffering & Starvation (ICROSS), Kenya
- Université de Santiago de Compostela (USC), Espagne
- L’Institut fédéral suisse pour l’aménagement, l’épuration et la protection des eaux (EAWAG)

## L’application mondiale de SODIS

Application de la désinfection solaire de l’eau à travers le monde dans les projets coordonnés par l’EAWAG en 2010.

L’Institut fédéral suisse pour l’aménagement, l’épuration et la protection des eaux (EAWAG), à travers le département Eaux et assainissement dans les pays en développement (Sandec), coordonne des projets pour la promotion de SODIS dans 24 pays en 2010 : Angola, Bolivie, Burkina Faso, Cameroun, République démocratique du Congo, Équateur, Ghana, Guatemala, Honduras, Inde, Kenya, Laos, Népal, Nicaragua, Ouganda, Pakistan, Papouasie - Nouvelle-Guinée, Pérou, Sénégal, Sierra Leone, Tanzanie, Togo, Zambie, et Zimbabwe.
Les projets SODIS sont financés par la fondation SOLAQUA, Lions club, Rotary club, la Migros et la fondation de l’eau Michel Comte.